# 光陽市
光陽市（：／ Gwangyang si */?），韓國全羅南道城市。總面積448平方公里，人口約有13萬人。全罗南道光阳港是继釜山港之后韩国的第二大集装箱港。

## 歷史
- 1949年8月14日，光阳面升级到光阳邑。
- 1966年6月1日，为居民的便利，设置光阳郡骨若面太仁办公处。
- 1983年2月15日，光阳郡骨若面太仁办公处升级为光阳郡太金面。
- 1995年1月1日，废除东光阳市、光阳郡，设置都农复合形态的光阳市。至此已有1个邑、6个面、7个洞。[2]

## 姊妹城市
- 中華人民共和國廣東省深圳市 （2004年10月11日）
- 中華人民共和國福建省福州市 （2009年9月3日）[3]
- 中華民國台中市 （2017年11月14日)[4]